# Decisión (álbum)
Decisión es el segundo álbum de estudio del grupo de hip hop chileno Tiro de Gracia, publicado en 1999. Fue masterizado en los estudios Hit Factory (Nueva York) por el ingeniero Iván "Doc" Rodríguez.
El álbum los llevó a participar en The Black August Colective, conmemoración de presos políticos y ayuda a la gente de Cuba en el barrio Queens en el escenario Malcolm X Grassroots Movement. Aquí comparten escenario junto a destactados artistas como: Mos Def, Common, Reflection Eternal (Talib Kweli y Hi tek), Tony Touch, Fat Joe y Terror Squad auspiciado por Bad Boy Entertainment, Mecca y Rawkus Records.
En el disco se incluye el tema "Malasya", poder sobre poder, canción encargada por el Ministerio de justicia que trata sobre la detención por sospecha y la ley que se promulgó como decálogo de derechos del detenido en aquel entonces. Esto fue considerado por el ambiente "underground" del cual provenían los integrantes del grupo como una ofensa a sus raíces, llamándoles despectivamente como "Tiro de Fama". Dicha canción (Malasya) además cuenta en una de sus partes con la inclusión del demo "Tiroteo" en la voz principal de Juan Pincel, que se escuchó por primera vez en la maqueta "Homosapiens" de 1993-1994.
Fue el último trabajo discográfico de Zaturno con el grupo, debido a su incorporación a Tapia Rabia Jackson, con quienes ya estaba ligado hace un tiempo.

## Lista de canciones: Decisión (Demo)
| #  | Título                                      | Artista(s)                        | Duración |
| -- | ------------------------------------------- | --------------------------------- | -------- |
| 1  | "Intro Pincel"                              | Juan Sativo                       | 1:33     |
| 2  | "Suave + Suave"                             | Zaturno & Juan Sativo             | 3:01     |
| 3  | "Tu Instrumento"                            | Lenwa Dura, Zaturno & Juan Sativo | 2:51     |
| 4  | "Eso de ser papá"                           | Lenwa Dura, Zaturno & Juan Sativo | 2:49     |
| 5  | "Cuidarte las Espaldas"                     | Lenwa Dura, Zaturno & Juan Sativo | 2:56     |
| 6  | "Malasya"                                   | Lenwa Dura, Zaturno & Juan Sativo | 4:09     |
| 7  | "Espacial"                                  | Zaturno                           | 1:28     |
| 8  | "Nueva Generación"                          | Zaturno, Lenwa Dura & Juan Sativo | 2:41     |
| 9  | "Check the Sound"                           | Zaturno & Juan Sativo             | 2:07     |
| 10 | "Decisión"                                  | Lenwa Dura & Juan Sativo          | 2:02     |
| 11 | "Hip Hop no Para"                           | Lenwa Dura, Zaturno & Juan Sativo | 2:47     |
| 12 | "Traición"                                  | Lenwa Dura & Zaturno              | 2:50     |
| 13 | "Apostando"                                 | Zaturno & Juan Sativo             | 1:57     |
| 14 | "Vagabundo"                                 | Lenwa Dura, Zaturno & Juan Sativo | 4:53     |
| 15 | "Agraciado, Agradecido"                     | Juan Sativo, Lenwa Dura & Zaturno | 3:23     |
| 16 | "Dueño del Mundo"                           | Lenwa Dura, Zaturno & Juan Sativo | 3:27     |
| 17 | "Joven de la Pobla"                         | Lenwa Dura, Juan Sativo & Zaturno | 3:28     |
| 18 | "Black Clan Saga (Pacto Con Las Animas II)" | Zaturno, Lenwa Dura & Juan Sativo | 2:18     |
| 19 | "Luchar Contra el Olvido"                   | Zaturno & Juan Sativo             | 4:38     |

## Lista de Canciones: Decisión
| #  | Título                    | Artista(s)                        | Duración |
| -- | ------------------------- | --------------------------------- | -------- |
| 1  | "Intro Pincel"            | Juan Sativo                       | 2:09     |
| 2  | "Check the Sound"         | Zaturno & Juan Sativo             | 2:04     |
| 3  | "Joven de la Pobla"       | Lenwa Dura, Zaturno & Juan Sativo | 3:20     |
| 4  | "Malasya"                 | Lenwa Dura, Zaturno & Juan Sativo | 4:10     |
| 5  | "Luchar Contra el Olvido" | Zaturno & Juan Sativo             | 4:09     |
| 6  | "Suave + Suave"           | Zaturno & Juan Sativo             | 2:59     |
| 7  | "Amor Enfermizo"          | Lenwa Dura & Juan Sativo          | 2:20     |
| 8  | "Decisión"                | Lenwa Dura & Juan Sativo          | 2:49     |
| 9  | "Apostando"               | Zaturno & Juan Sativo             | 2:48     |
| 10 | "Vagabundo"               | Lenwa Dura, Zaturno & Juan Sativo | 4:29     |
| 11 | "Dueño del Mundo"         | Lenwa Dura, Zaturno & Juan Sativo | 3:38     |
| 12 | "Nueva Generación"        | Zaturno, Lenwa Dura & Juan Sativo | 2:49     |
| 13 | "Espacial"                | Zaturno                           | 1:21     |
| 14 | "Eso de ser papá"         | Lenwa Dura, Juan Sativo & Zaturno | 3:05     |
| 15 | "Cuidarte las Espaldas"   | Lenwa Dura, Zaturno & Juan Sativo | 2:53     |
| 16 | "Traición"                | Lenwa Dura & Zaturno              | 3:00     |
| 17 | "Intro de Gracia"         | Zaturno                           | 0:32     |
| 18 | "Gracia y el Forastero"   | Zaturno                           | 1:48     |
| 19 | "Hip-Hop no Para"         | Lenwa Dura, Zaturno & Juan Sativo | 2:51     |
| 20 | "Agraciado, Agradecido"   | Juan Sativo, Lenwa Dura & Zaturno | 3:19     |